# Richard Delamain
Richard Delamain   (Londres, 1600 - 1644) (també escrit Delamaine) va ser un matemàtic britànic del segle xvii.

## Vida
Res es coneix de la seva vida. Se suposa que va estudiar al Gresham College de Londres on va ser alumne de William Oughtred. Se sap que era fuster d'ofici.
Va ser un incansable peticionari de favors de la corona, amb poc èxit, i el 1637 va ser autoritzat a construir instruments matemàtics. Va morir abans de 1645, data en què la seva vídua va cursar una petició al rei.

## Obra
Delamain és conegut per la seva obra Grammelogia, or the Mathematical Ring (1631), en la que descriu un regle de càlcul circular en forma d'anell, que podria ser considerat el primer regle de càlcul, si no fos per la polèmica sobre plagi que es va encetar amb el seu mestre, William Oughtred, que el va acusar d'haver-se apropiat una idea seva.
La polèmica va anar més enllà de la preeminència del descobriment, ja que mentre Delamain era un entusiasta de la utilització de mitjans mecànics per al càlcul matemàtic, Oughtred era molt més escèptic sobre les seves possibilitats, a més de tenir en molt mala consideració les capacitats i coneixements de Delamain a qui considerava un mestre vulgar propietari d'una escola de primària a Drury Lane.